# Zwölftontechnik
Mit den Begriffen Zwölftontechnik und Reihentechnik bzw. Dodekaphonie (von griechisch dodeka ‚zwölf‘ und phone ‚Stimme‘) und Zwölftonmusik werden kompositorische Verfahren zusammengefasst, die von einem Kreis von Wiener Komponisten um Arnold Schönberg, der sogenannten „Schönberg-Schule“ oder „Wiener Schule“, in den Jahren um 1920 entwickelt wurden.
Grundlage der Zwölftontechnik ist die Methode des Komponierens mit zwölf nur aufeinander bezogenen Tönen. Die Zwölftonreihe und ihre regelrechten Modifikationen dienten als neues Ordnungsprinzip des musikalischen Materials und wurden zeitlich nach der keinen spezifischen Regeln unterworfenen freien Atonalität entwickelt.
Die „Totalität der Zwölftontechnik“ im Verständnis von Schönberg erfuhr im musiktheoretischen Diskurs der Folgezeit vielfache Erweiterungen. Als „Reihentechnik“ oder „serielle Technik“ beschäftigte sie sich auch mit nicht zwölftönigen Reihen. Die Ausdehnung des Reihenprinzips auf alle Parameter des Tones erweiterte die Zwölftontechnik zur seriellen Technik, die sich in den frühen 1950er Jahren im französisch-, italienisch- und deutschsprachigen Raum verbreitete.
Die Erfindung der Zwölftontechnik hat Arnold Schönberg allein sich selbst zugeschrieben. Gleich ihm haben aber auch Komponisten wie Josef Matthias Hauer, Herbert Eimert, Anton Webern, Josef Rufer und Alban Berg in den frühen Jahren wichtige Beiträge zur Entwicklung der Zwölftontechnik geleistet. Josef Matthias Hauer hat 1919 von allen als Erster mit seiner 12-tönigen Komposition Nomos, op. 19 in diesem System komponiert.
Die Zwölftontechnik hat sowohl in der kompositorischen Praxis als auch im analytischen Denken vielfältige und tiefgreifende Auswirkungen auf die Musik der Moderne und der Avantgarde gehabt. Sie zählt zu den einflussreichsten musikgeschichtlichen Entwicklungen in der westlichen Musik des 20. Jahrhunderts. Da sie sich vom frühesten Anfang an in die verschiedensten Schulen und Individualstile verästelt hat, werden in diesem Artikel Diskussionen und Nachwirkungen nicht geschlossen an den Schluss gestellt, sondern im Zusammenhang mit ihren jeweiligen Auslösern besprochen.

## Grundlagen
Arnold Schönberg hat in seinem erstmals 1935 gehaltenen Vortrag Composition With Twelve Tones eine einfache Einführung in die Zwölftontechnik gegeben.

„Diese Methode besteht […] aus der ständigen und ausschließlichen Verwendung einer Reihe von zwölf verschiedenen Tönen. Das bedeutet natürlich, daß kein Ton innerhalb der Serie wiederholt wird und daß sie alle zwölf Töne der chromatischen Skala benutzt, obwohl in anderer Reihenfolge [als in der chromatischen Skala].“

Oktavlagen und Enharmonische Verwechslungen bleiben bei dieser zunächst abstrakten Reihenformulierung unberücksichtigt; etwa vertritt cis1 alle anderen Töne cis/Cis, bzw. des/Des.
Eine Grundreihe enthält also jeden Ton genau einmal. Dabei wird versucht, die einzelnen Tonreihen zu spiegeln oder auch aufsteigend und absteigend einzusetzen. Die Grundreihe aus Schönbergs Klavierstück op. 33a lautet:
Abgeleitet von einer Grundreihe (G) werden
- die Umkehrung (U) oder Spiegelung: Jedes Intervall, das in der Grundreihe aufwärts gerichtet war, ist nun abwärts gerichtet, und umgekehrt. Aus der absteigenden Quart b1-f1 wird die aufsteigende Quart b1-es2.
- der Krebs (K): Die Grundreihe rückwärts.
- die Krebsumkehrung (KU): die Umkehrung des Krebses bzw. der Krebs der Umkehrung.

Das ergibt für Schönbergs op. 33a:

Schönberg, Klavierstück op. 33a: Reihentabelle 1 (Grundreihen, Krebsformen)

Schönberg, Klavierstück op. 33a: Reihentabelle 2 (Umkehrungen, Krebsumkehrungen)

In der kompositorischen Umsetzung sind die Oktavlagen der einzelnen Töne frei wählbar. Aus der absteigenden Quart b1-f1 zu Beginn der Grundreihe kann die aufsteigende Quint b1-f2 werden sowie jede andere Kombination von Oktavlagen.
Jede dieser vier Reihenformen kann auf jede der zwölf chromatischen Stufen transponiert werden. Damit steht der Komposition ein Vorrat von insgesamt 48 verschiedenen Reihenformen zur Verfügung, die üblicherweise in einer Reihentabelle zusammengefasst werden.
Schönberg bezeichnete in seinen Kompositionsskizzen die Reihenformen durch Intervallsymbole: K+2 bedeutet Krebs um eine große Sekunde (+2) nach oben transponiert; K−3 dementsprechend um eine kleine Terz (−3) tiefer. Andere Komponisten nummerieren jeweils von 1 bis 12 durch; oder der jeweilige Anfangston wird zur Bezeichnung herangezogen: Grundreihe auf fis; oder KU(e) = Krebsumkehrung mit dem Anfangston/auf e.
Die 48 Reihenformen sind das Material für horizontale (melodische) Abläufe genauso wie für vertikale Bildungen (Akkorde). Mehrere verschiedene Reihenformen können gleichzeitig ablaufen; aus einer Reihe, die eine Melodie bildet, können aber auch Teile in begleitende Akkorde ausgelagert sein. Unmittelbare Tonwiederholungen sind erlaubt, aber weder Oktavsprünge noch Oktavzusammenklänge, auch nicht, wenn zwei chromatisch gleiche Töne in unterschiedlichen Oktavlagen verschiedenen gleichzeitig ablaufenden Reihenformen angehören. Auch Interpolationen sind möglich: Ein Ausschnitt einer anderen Reihenform wird in einen Reihenablauf eingelagert; der Rest dieser anderen Reihenform erscheint an anderer Stelle in der Komposition.

## Arnold Schönberg

### Stil und Gedanke
Die erstmals 1950 in New York erschienene Sammlung Style and Idea (deutsch 1976 als Stil und Gedanke) enthält Schönbergs wichtigste Schriften zur Zwölftontechnik. Es handelt sich um eine Sammlung von Essays und Vorträgen, deren Urfassungen Schönberg größtenteils nach seiner Emigration in die USA auf Englisch geschrieben hatte. Sie befassen sich mit verschiedenen musikalischen, aber auch mit politischen Themen.
Für die Zwölftontechnik sind insbesondere folgende Texte von Bedeutung:
- Composition With Twelve Tones (Komposition mit zwölf Tönen): Ein erstmals 1935 an der University of Southern California gehaltener Vortrag, der eine Einführung in die Technik gibt und, neben verschiedenen weiteren technischen und ästhetischen Reflexionen, das Konzept der „Entwickelnden Variation“ erläutert.
- Brahms the Progressive (Brahms, der Fortschrittliche): Typoskript, datiert mit 28. Oktober 1947.[6] Es enthält für Schönbergs Zwölftontechnik wesentliche Reflexionen über „Form“ und „Faßlichkeit“, außerdem den umstrittenen Versuch, Brahms’ kompositorische Strukturen im Sinne einer Vorläuferschaft zur Zwölftontechnik intervallisch zu analysieren.

Wesentlich ist außerdem:
- Composition With Twelve Tones (Komposition mit zwölf Tönen): Ein nur im Titel mit dem Vortrag von 1935 gleichlautendes Typoskript; der Text wurde nicht in Style and Idea aufgenommen.[7]

Die Thesen dieser Schriften werden im folgenden Kapitel im Zusammenhang mit der Darstellung der Kompositionstechnik besprochen.

### Die Zwölftonreihe in der Komposition

#### DasKlavierstückop. 33a
In den Notenbeispielen sind die Töne der Reihenformen durch Zahlen neben den Notenköpfen gekennzeichnet. Wie in der oben gegebenen Reihentabelle sind Grundreihe und Umkehrung mit 1 bis 12, die Krebsformen mit 12 bis 1 nummeriert.

Takt 1 bringt die mit b beginnende Grundreihe, zu Vierergruppen zusammengefasst als vierstimmige Akkorde; Takt 2 verfährt entsprechend mit der mit a beginnenden Krebsumkehrung. Die Takte 3 bis 5 schichten zwei Reihenformen übereinander, in der rechten Hand KU(a), in der linken K(e). Entscheidend bei der Zuordnung sind nicht die Spielhand oder das System, in das die Note geschrieben ist, sondern die Instrumentierung: Das dis3 in Takt 5 wird von der linken Hand gespielt (original mit Violinschlüssel ins untere System notiert), gehört aber in die Reihe KU(a) und ist daher in den klanglich oberen Bereich gesetzt, während die Quart f1-b1 der rechten Hand innerhalb des Gesamtklangs am tiefsten liegt und in die untere Ebene K(e) gehört.
Die Grundreihe läuft im ersten Takt zwar vollständig und korrekt ab, wäre aus ihm allein aber nicht ableitbar. Da sich die Reihe indifferent gegenüber der Oktavlage verhält, also nur eine zeitliche Reihenfolge der Töne definiert, nicht aber ihr räumliches Übereinander, lässt sie sich aus gleichzeitig eintretenden Tönen nicht eindeutig rekonstruieren. Im ersten Akkord sind die ersten vier Reihentöne konsequent von oben nach unten angeordnet, im zweiten ist die Anordnung schon verändert: der gemäß Reihe zeitlich früheste Ton, der 5. (a), ist der tiefste, der folgende 6. (fis) der oberste; die beiden übrigen dieser Vierergruppe liegen in der Mitte. Aus dem Anfangstakt lässt sich also nur ableiten, welche vier Töne den Anfang der Reihe bilden, welche vier die Fortsetzung und welche vier den Schluss, nicht aber, welche Reihenfolge innerhalb der Vierergruppen gilt. In vielen zwölftönigen Kompositionen muss die vom Komponisten gemeinte Folge aus verschiedenen Stellen rekonstruiert werden.
Ab Takt 3 laufen die Reihenformen im Prinzip als melodische Bildungen ab (vor allem Anfang von Takt 4, Anfang von Takt 5; jeweils rechte Hand), sind aber mehrfach als Zusammenklänge ineinandergeschoben: in Takt 3 werden in der rechten Hand die Töne 12 bis 9 nacheinander angeschlagen, aber gehalten, so dass sie sich zu einem Akkord zusammensetzen; in der Linken treten die Töne 12 und 11 sofort als Zusammenklang ein.
Die Takte 14 bis 18 zeigen einen freieren Umgang mit der Reihenfolge der Töne:

Konsequent einstimmig ist die untere Schicht U(es); die obere G(b) (die in Takt 17 und 18 in der originalen Partitur teilweise ins untere System notiert und von der linken Hand zu spielen ist) ist zu drei- und zweistimmigen Gebilden zusammengeschoben. In Takt 14 läuft die Grundreihe in der rechten Hand bis zum 5. und 6. Ton und daraufhin wieder zurück zum Anfang; Takt 15 ist eine fast wörtliche Wiederholung. Die strenge Reihenfolge der Töne steht also durchaus zur Disposition. Ähnlich die untere Schicht vom letzten Viertel des Taktes 16 bis zum Anfang von Takt 18: Die Töne 7 und 8 werden in der normalen Reihenfolge eingeführt, nach einem Rückgriff auf 7 und wiederum 8 erscheint 9. Nach dem 10. Ton F beginnt beim Übergang zu Takt 18 wieder die Folge 7-8-9. – Zu beachten ist die Stimmkreuzung zwischen den Reihen in Takt 15: Der 3. Ton der unteren Ebene des1 liegt über dem h der oberen Ebene. Der Unterschied in der Artikulation ist allerdings deutlich genug, um keinen Zweifel über die Zusammenhänge aufkommen zu lassen; auch wird der Pianist vermutlich die untere Ebene leicht hervorheben.
An diesen Takten wird die Problematik der Aussage deutlich, die Reihe organisiere sowohl die horizontalen (melodischen) Bezüge als auch die vertikalen (akkordischen). Die genauere Fassung lautet: Die Reihe organisiert entweder das eine oder das andere; beides gleichzeitig ist nicht möglich. Die kleine Sept es1-des² in der rechten Hand in Takt 16 wird gebildet aus dem 7. und 8. Reihenton, ähnlich die große Sept as1-g2 im folgenden Takt aus 9 und 10. Dadurch entsteht in der Oberstimme aus dem 7. und 9. Ton, also zwei in der Reihe an sich nicht als benachbart vorgesehenen Tönen, eine sehr auffällige melodische Bewegung des²-g2. Ähnlich ist in Takt 14 der Akkord c1-f1-b1 der rechten Hand durch die Zusammenrückung der ersten drei Töne der Grundreihe gebildet (freilich entsteht schon drei Achtel später durch das Überhalten des Tons b1 die reihenfremde Zusammensetzung 1-6-5), aber mit Eintritt des Tons es in der linken Hand entsteht aus der Übereinanderschichtung zweier unterschiedlicher Reihenformen ein Akkord, der keiner Reihenform entstammt.

#### Die Zwölftonreihe als Tonalitätsvermeidung
„Die Konstruktion einer Grundreihe von zwölf Tönen geht auf die Absicht zurück, die Wiederholung jedes Tones solange wie möglich hinauszuschieben. Ich habe in meiner Harmonielehre dargelegt, daß die Betonung, die ein Ton durch verfrühte Wiederholung erfährt, ihn in den Rang einer Tonika zu erheben vermag. Dagegen werden durch die regelmäßige Verwendung einer Reihe von zwölf Tönen alle anderen Töne auf die gleiche Weise betont, und dadurch wird der einzelne Ton des Privilegs der Vorherrschaft beraubt.“

Als Schönberg das schrieb, war die Vermeidung der Tonalität noch ein virulentes Problem. Die Hörweisen nicht nur der Hörer, sondern auch der Komponisten waren durch eine traditionelle Musiksprache geprägt; die heute im musikalischen Hören gewöhnlich gewordene Atonalität wirkte fremd und für viele Hörer erschreckend. Zwar waren auch vor Schönbergs Ankunft in den USA die amerikanischen Komponisten Henry Cowell und Charles Ives bereits zu atonalen Strukturen vorgestoßen; eine Breitenwirkung zumindest in musikalischen Kreisen, wie sie dann von Schönbergs Zwölftontechnik ausgehen sollte, war ihnen aber versagt geblieben. Insofern war Schönbergs Versuch, eine neue musikalische Sprache zunächst durch die Abgrenzung von einer alten, fest etablierten zu stabilisieren, vermutlich nicht nur naheliegend, sondern unvermeidlich.
Schönberg ist mit seiner Berufung auf seine Harmonielehre von 1911 allerdings ein aufschlussreicher Gedächtnisfehler unterlaufen. Seine Argumentation in dem um Jahrzehnte älteren Buch beschäftigt sich tatsächlich mit Wiederholungen von Tönen in reinen Tonsatzübungen zur traditionellen tonalen Musik (also kurzen Akkordfolgen ohne künstlerischen Anspruch)

„Und damit sind wir bei einer zweiten Anforderung angelangt, die für die Entwerfung guter Sätzchen in Betracht kommt: das Verlangen nach Abwechslung. Es läßt sich das schwer behandeln, ohne auch von der gegenteiligen Anforderung, von der Wiederholung zu sprechen. Denn bringt die erste Mannigfaltigkeit hervor, so gibt die zweite der ersten Zusammenhang, Sinn, System. Und System kann nur auf Wiederholung beruhen. Von der Wiederholung Gebrauch zu machen, werden wir nur wenig Gelegenheit finden […]“

Es folgt eine Reihe von Fällen, in denen eine Tonwiederholung innerhalb einer Tonsatzübung kein oder nur ein geringes Problem ist. Dann:

„Die schlechteste Form der Wiederholung wird die sein, die den höchsten oder den tiefsten Ton einer Linie zweimal setzt. […] Insbesondere der Höhepunkt wird wohl kaum wiederholt sein. […] Wenn etwa in einem Schubert-Lied nachgewiesen werden sollte, daß der höchste Ton in einer Melodie öfters vorkommt (beispielsweise: ‚Mit dem grünen Lautenbande‘), so ist das natürlicherweise ein anderer Fall, denn andere Mittel besorgen hier die nötige Abwechslung.“

(Vgl. hierzu die ausführliche Analyse von Mit dem grünen Lautenbande im Artikel Die schöne Müllerin.)
Tatsächlich zeigt eine Analyse von Schuberts Mit dem grünen Lautenbande, dass der höchste Ton der Melodie Gegenstand einer bewussten Dramaturgie ist: er ist zunächst Ziel einer konsequenten melodischen Aufwärtsentwicklung, erscheint dann noch gesteigert als auffällige Dissonanz, wird schließlich, wenn die Melodie sich in eine andere Richtung entwickelt, spielerisch in die Beiläufigkeit entlassen. Gleichzeitig aber zeigt die Analyse eines anderen Tons als des Hochtons – der also aus dem Inneren des Tonraums stammt –, dass nicht alle Töne so empfindlich auf Wiederholung reagieren, sich daher auch nicht zum Gegenstand einer gezielten Dramaturgie machen lassen.
Ein Komponist der tonalen Musik kann also mit einigen wenigen exponierten Tönen in seinen melodischen Linien spielen. Für alle anderen Töne ist die Tatsache der Wiederholung meistens gleichgültig; viel zu stark sind die Sinnstrukturen, die vor allem durch die Harmonik gesetzt werden. Völlig anders ist die Situation in der Musik, die auf die Sinnstrukturen der Tonalität verzichtet. Béla Bartók baut weite Teile seines vierten Streichquartetts (1928) auf einem Motiv auf, das erstmals im Takt 7 des ersten Satzes im Violoncello auftritt:
Der 4. und 5. Ton sind Wiederholungen des 2. und 1. Wie sehr ihre Wirkung dadurch abgeschwächt ist, zeigt die dramatische Wirkung des Schlusstons b, der neu ist und durch diese Neuheit – nach der Schwäche der vorhergehenden – eine dynamisch forttreibende Wirkung erhält. Nimmt man jedoch die diesem Motiv von Takt 7 vorhergehenden Töne hinzu, dann ändert sich die Wirkung grundlegend:
Das b hat sich in Takt 6 schon ausgebreitet, und es wurde auf vergleichbare Weise erreicht wie der Schlusston, über c1 und h. Der Schlusston des Motivs, der im ersten Notenbeispiel neu war, ist nun ein wiederholter. In dieser Version kehrt das Motiv in sich zurück, es verliert seine dynamisch-forttreibende Wirkung, es schließt, wirkt wie eine Zusammenfassung des Vorhergehenden. Das hat mit einem Grundton im traditionellen Sinn nicht das geringste zu tun; niemand, der dieses Quartett einmal gehört hat, wird daran zweifeln, dass es durch und durch atonal ist. Dennoch liegt darin eine starke die Töne gewichtende Wirkung; das Schluss-b im ersten Notenbeispiel ist etwas ganz anderes als das Schluss-b im zweiten. Da die Überlagerung durch die starken Sinnstrukturen der Funktionsharmonik fortfällt, verändert die Tatsache der Neuheit oder der Wiederholung in einem atonalen Zusammenhang die Wirkung eines Tones fundamental – und zwar jedes Tons, nicht nur einiger Spitzentöne. Die Ergebnisse dieses Phänomens sind für einen die tonale Sprache gewöhnten Komponisten unvorhersehbar – sie werden durch die Verwendung verschiedener Intervalle noch kompliziert – und von einschüchternder Kraft. Ein pathetisch inszenierter Zielton etwa wirkt unerträglich banal (weil nicht durch eine entsprechende Harmonik überdeckt wird, dass er kurz zuvor schon erklang); oder er wirkt gar nicht als Zielton, sondern als Ausgangspunkt für etwas Neues, das der Komponist nicht vorgesehen hat; oder er klingt – horribile dictu in atonaler Musik – einfach falsch. Die Atonalität ist alles andere als ein Land der Gesetzlosigkeit, und ein Komponist, der sich von den Zwängen der Tonalität gerade frei gemacht hat, mithin halb und halb noch darinsteckt, und der nun glaubt, nach Belieben schalten und walten zu können, kann böse Überraschungen erleben.
Im Zitat zu Anfang dieses Kapitels spricht Schönberg eindeutig nicht von der Tonikawirkung innerhalb eines fraglos tonalen, funktionsharmonischen Zusammenhangs – eine solche kommt jedenfalls nicht durch Tonwiederholung zustande –, sondern von Tonwiederholungen in einem atonalen Zusammenhang. Diese werden in der Harmonielehre nicht diskutiert. Dennoch hat Schönbergs Hinweis auf das Buch einen wenn auch unabsichtlichen Sinn. Denn als die Harmonielehre entstand – sie erschien erstmals 1911 –, tat Schönberg gerade seine ersten Schritte im damals völlig neuen Gebiet der Atonalität; deren erste kompositorische Probleme und die Arbeit an dem Buch, das an anderen Stellen durchaus die neuen Entwicklungen reflektiert, dürften sich in seiner Erinnerung vermischt haben. Noch in der viel späteren Äußerung über die Zwölftontechnik schwingt die exorbitante Anstrengung nach, die, bei aller Entdeckerfreude, die ersten Schritte in die Atonalität zweifellos erforderten, sowie vielleicht die Frustration darüber, dass eine Unzahl engagierter Versuche in klanglichen Wechselbälgern endeten, die die Vorstellungen des Komponisten in keiner Weise wiedergaben. Was Schönberg also als ein Verfahren zur Tonalitätsvermeidung bezeichnet, ist tatsächlich die Reaktion auf eine genuin atonale Problemstellung. Hier scheint sich ein für beide Komponistenpersönlichkeiten bezeichnender Vergleich mit Bartók anzubieten: Bartók, der in den unvorhergesehenen Wirkungen der Töne eine große Chance sah und ihrer konzentrierten Erforschung und Erprobung ganze Streichquartette widmete; Schönberg, der diese Wirkungen zu fürchten gelernt hatte und ein System zu ihrer Vermeidung erdachte.
Aber diese Formulierung trifft den Sachverhalt nicht. Schon weil das System nicht funktioniert.

„Die Verwendung von mehr als einer Reihe war ausgeschlossen, weil in jeder folgenden Reihe ein Ton oder mehrere Töne zu bald wiederholt worden wären.“

Wenn etwa in der ersten Reihe cis der 10. Ton ist, in der folgenden Reihe, die eine veränderte Reihenfolge bringt, aber der 3., dann wird cis wiederholt, bevor die übrigen elf Töne vollständig durchliefen, und dadurch unangemessen bevorzugt. Das schlösse aber auch die Verwendung verschiedener Reihenformen aus. Nur solange immer ein und dieselbe Reihenform hintereinander abläuft, wird die verfrühte Wiederholung eines Tons verhindert; sobald auf eine Reihenform eine andere folgt, rücken Wiederholungen von Tönen unregelmäßig aneinander und auseinander. Vgl. dazu in Takt 2 von op. 33a (Notenbeispiel oben) den obersten Ton d1 des letzten Akkords (4. Ton von KU(a)), der sich schon im folgenden Takt eine Oktave tiefer als erste obere Note der linken Hand wiederholt (11. Ton von K(e)). Ebenso in Takt 3 den letzten Ton der linken Hand G (9. Ton von K(e)), der nur durch zwei Töne von g1 (Takt 4, rechte Hand, dritte Note; 6. Ton von KU(a)) getrennt ist. Solche Fälle sind häufig. Erst auf größere Strecken hin entsteht durch den Einsatz immer vollständiger Reihenformen eine statistische Gleichverteilung der Töne, falls der Komponist es nicht durch kompositorische Mittel verhindert.

#### Die Gleichberechtigung der Töne
Genau das hat Schönberg immer wieder getan. Das spektakulärste Beispiel ist die Musette aus der Suite für Klavier op. 25, in deren Anfangs- und Schlussabschnitt ein Ton (g) aus der Reihe ausgliedert ist und als Orgelpunkt ständig mitläuft. Aber darüber hinaus ist die Bildung langer Flächen aus einigen wenigen Reihentönen eines von Schönbergs häufigsten kompositorischen Mitteln. Zu Anfang des 3. Streichquartetts op. 30 wiederholen zweite Violine und Bratsche abwechselnd zwölf Takte lang ein aus fünf Tönen gebildetes Motiv, über dem ab dem 5. Takt die Hauptstimme der ersten Violine steht. Die Takte 19 und 20 des Klavierstücks op. 33a lauten so:
Ab dem Ende von Takt 19 entsteht durch ständige Wiederholungen und Rückgriffe von jeweils 4 in ihrer Oktavlage festgelegten Tönen aus K(e) und KU(a) eine harmonisch stehende, aber in sich durch scharf umrissene Rhythmen stark bewegte Fläche. Solche Flächen gehören zu den gewöhnlichsten kompositorischen Mitteln von Schönbergs zwölftönigen Werken. Sie nähern sich in auffälliger Weise Kompositionstechniken Bartóks: Der Tonsatz schießt sich auf ein paar Töne ein, die, mit ganz bestimmten, immer wiederkehrenden Rhythmen verbunden, über eine längere Strecke festgehalten werden, so dass die daraufhin neu eintretenden Töne eine starke Erneuerungswirkung haben. Schönberg wirkt in der Anwendung dieser Mittel allerdings im Allgemeinen nervöser als Bartók; seine Strecken sind kürzer, und oft erscheint ihre Fortführung nicht, wie bei Bartók, als logische Konsequenz, sondern als Affektbruch.
Innerhalb derartiger Passagen wird die Reihenfolge der Töne grundlegend fragwürdig; sie führen aber regelmäßig auch zu einem starken Überwiegen einer bestimmten Gruppe von Tönen über die restlichen zumindest für einen gewissen Zeitraum.

„Man wird feststellen, daß die Folge der Töne entsprechend ihrer Anordnung in der Reihe immer streng beachtet worden ist [nämlich bei den in der Fortsetzung von Schönbergs Text angeführten Musikbeispielen]. Man könnte vielleicht im späteren Teil des Werkes, wenn die Reihe dem Ohr schon vertraut geworden wäre, eine leichte Abweichung von dieser Folge dulden (entsprechend dem gleichen Prinzip, das in früheren Stilen eine entfernt gelegene Variante gestattete). Am Anfang eines Stückes würde man jedoch nicht so abweichen.“

Man muss diese Äußerung nicht ablehnen, es genügt einige Großzügigkeit bei ihrer Interpretation. Wahrscheinlich war Schönberg 1935 noch zu sehr daran interessiert, das Formbildende, Logikstiftende der Zwölftonreihe nach außen hin zu etablieren, als dass er vor einem Publikum, dem die Zwölftontechnik neu war, hätte ausführen wollen, welchen Grad an Freiheit er zu diesem Zeitpunkt schon gewonnen hatte. Nimmt man das „vielleicht“ und die „leichte Abweichung“ im zweiten Satz dieses Zitats als starke Verkleinerungen, dann kommt man zu einer durchaus zutreffenden Beschreibung: Am Anfang (und, wie die Tabelle zu op. 33a zeigt, am Schluss) des Stücks werden Reihenfolge und Vollständigkeit der Reihentöne mehr oder weniger präzise beibehalten, in der Mitte des Stücks treten zum Teil tiefgreifende Abweichungen auf.

#### Die Zwölftonreihe als Tonalitätsersatz
Schönberg empfand den Verzicht auf die Tonalität nicht nur als Fortschritt.

„Früher hatte die Harmonie nicht nur als Quelle der Schönheit gedient, sondern, was wichtiger war, als Mittel zur Unterscheidung der Formmerkmale. Für den Schluß wurde zum Beispiel nur eine Konsonanz als passend erachtet. Befestigende Funktionen erforderten andere Harmoniefolgen als schweifende; eine Vorbereitung, eine Überleitung erforderte andere Folgen als ein Schlußgedanke […]“

An einem Buch über Die formbildenden Tendenzen der [tonalen] Harmonie hat Schönberg noch bis 1948 gearbeitet. Dass mit dem etwa 1909 erfolgten Übergang in die Atonalität diese formbildenden Tendenzen fortgefallen waren, führte zunächst zur Komposition nur kurzer Stücke; längere Stücke waren auf einen Text angewiesen, der die Formbildung zu übernehmen schien.

„Nach vielen erfolglosen Versuchen in einem Zeitraum von annähernd zwölf Jahren legte ich den Grund zu einem neuen musikalischen Konstruktionsverfahren, das geeignet schien, jene strukturellen Differenzierungen zu ersetzen, für die früher die tonalen Harmonien gesorgt hatten.“

Eine Tabelle zeigt den Einsatz der Reihe in Schönbergs Klavierstück op. 33a:
| Takt           | 1         | 2     | 3     | 4   | 5   | 6    | 7     | 8                               | 9   | 10      | 11    | 12           |
| Taktart, Tempo | 4/4 Mäßig |       |       |     |     |      |       | – poco rit                      |     | a tempo |       | – poco rit – |
| Dynamik        | p         |       |       |     |     | mf   |       | p                               |     | mf      |       | fp cresc     |
| rechte Hand    | G(b)      | KU(a) | KU(a) | ... | ... | G(b) | KU(a) | G(b) 1, 3, 4 in zwei Oktavlagen | ... | G(b)    | KU(a) | U(es)        |
| linke Hand     | G(b)      | KU(a) | K(e)  | ... | ... | G(b) | KU(a) | U(es) 1, 4 in zwei Oktavlagen   | ... | U(es)   | K(e)  | G(b)         |

| Takt | 13            |  | 14          | 15  | 16          | 17  | 18  | 19           | 20         | 21                           | 22  | 23        | 24  |  |
| T, T | 2/4 molto rit |  | 4/4 a tempo |     |             |     |     | heftiger     | – poco rit | ruhiger                      |     | – rit –   |     |  |
| D    | f             |  | p           |     | p cantabile |     |     | f martellato |            | p                            |     | – p –     |     |  |
| r H  | ...           |  | G(b)        | ... | ...         | ... | ... | K(e) 12-3    | ...        | G(b) 7-9, 5, 11-12           | ... | G(b) 1-6  | ... |  |
| l H  | ...           |  | U(es)       | ... | ...         | ... | ... | KU(a) 12-3   | ...        | G(b) 3, 1/6, 2, 4 (fehlt 10) | ... | U(es) 1-6 | ... |  |

| Takt | 25                   | 26             | 27                                  | 28                       | 29        | 30        | 31               |
| T, T | a tempo              |                | steigernd                           |                          |           |           |                  |
| D    | f energisch, ff, – p | – scherzando – | – p martellato, cresc               | f                        |           | – f       | dim – mp – cresc |
| r H  | G(b)                 | ...            | K(e) 12-7; KU(a) 6-1                | G(c) 1-6; U(b) 1-6; G(c) | ...; U(b) | ...; U(b) | ...; K(h)        |
| l H  | KU(a)                | ...            | KU(es) 7-12 (!); K(e) 6-1; U(f) 1-6 | ...; G(f) 1-6; U(f)      | ...; G(f) | ...; G(f) | ...; KU(e)       |

| Takt | 32  |  | 32 nach Generalpause mit Fermate | 33         | 34        | 35        | 36  | 37            | 38          | 39      | 40  |
| T, T | 5/4 |  |                                  | 9/8        | 6/8 – rit | 4/4 ruhig |     | – steigernd – |             | 3/4 rit |     |
| D    | ff  |  | p                                |            |           | p dolce   |     | p cresc       |             | f       | ff  |
| r H  | ... |  | G(b)                             | ...; KU(a) | ...       | K(e)      | ... | G(b); KU(a)   | U(es); K(e) | G(b)    | ... |
| l H  | ... |  | U(es)                            | ...; K(e)  | ...       | KU(a)     | ... | G(b); KU(a)   | U(es); K(e) | U(es)   | ... |

Anmerkungen:
Die Aufstellung ist vereinfacht; einzelne Schlusstöne am Taktanfang und Auftakte sowie Sforzati sind nicht berücksichtigt.
- Drei Punkte: Die im vorhergehenden Takt beginnende Reihe wird weitergeführt (Bei unvollständigen Reihen stehen die insgesamt vorhandenen Töne gleich hinter dem Kürzel).
- Arabische Ziffern bezeichnen Reihentöne.
- Gedankenstrich vor einer Tempo- oder Dynamikvorschrift: steht am Ende des Taktes;
- Gedankenstrich zu beiden Seiten einer Tempo- oder Dynamikvorschrift: steht in der Mitte des Taktes.

Über weite Strecken des Stücks begnügt Schönberg sich mit vier Reihenformen: G(b), K(e), U(es) und KU(a).

Es handelt sich also nur um zwei wirklich verschiedene Reihen, die entweder vorwärts oder rückwärts ablaufen. Sobald zwei Reihenformen gleichzeitig ablaufen, sind das immer die Kombinationen G(b)-U(es) und K(e)-KU(a). Dazu schrieb Schönberg:

„Später [d. h. nach dem Bläserquintett op. 26] […] änderte ich meinen Einfall, wenn nötig, damit er den folgenden Bedingungen entsprach […]: Die Umkehrung der ersten sechs Töne […] auf der Quine tiefer sollte keine Wiederholung eines dieser sechs Töne hervorbringen, sondern die bisher unbenutzten sechs Töne der chromatischen Skala ergeben.“

Die jeweils ersten sechs Töne der Grundreihe auf b und der Umkehrung auf es (der Anfangston steht also eine Quint tiefer) ergeben sämtliche zwölf chromatischen Töne ohne Wiederholung eines Tons (was automatisch auch für die jeweiligen Töne 7 bis 12 gilt). Damit konnte Schönberg diese beiden Reihenformen gleichzeitig ablaufen lassen, ohne innerhalb der Reihenhälften eine zu frühe Wiederholung eines Tons, der zwei unterschiedlichen Reihenformen angehört, befürchten zu müssen: Takt 14 bis 16 (zweite Note) ergibt ein vollständiges und wiederholungsfreies Zwölftonfeld; ebenso Takt 16 (Einsatz der rechten Hand) bis Ende Takt 18, obwohl die Reihenabläufe für sich genommen unvollständig sind (siehe das Notenbeispiel oben).
Nur in Takt 27 Ende bis Takt 32 Anfang benutzt Schönberg zusätzliche Reihenformen:
| G(f) | K(h)  |
| U(b) | KU(e) |

| G(c) |
| U(f) |

Auch hier haben die Anfangstöne der untereinander stehenden Reihenformen den Abstand einer Quint, so dass sie übereinandergeschichtet werden können. G(f)-K(h) und U(b)-KU(e) beziehen sich wiederum als Krebsformen aufeinander.
In Stil und Gedanke schrieb Schönberg:

„Während ein Stück meistens mit der Grundreihe selber beginnt, werden die Spiegelformen und andere Ableitungen wie etwa die elf Transpositionen aller vier Grundformen erst später verwendet; besonders die Transpositionen dienen, wie die Modulationen in früheren Stilen, dazu, Nebengedanken zu bilden.“

Die Grundreihe – in op. 33a wohl eher die in den ersten Takten exponierten vier Hauptreihen – fungiert also in etwa wie die Haupttonart traditioneller tonaler Musik: sie bildet einen Ausgangspunkt, von dem das Stück zuerst in andere Tonarten – in andere Reihenformen – wegmoduliert und dann zum Ausgangspunkt zurückmoduliert. Diese Formung ist aus der Anordnung der Reihenformen in op. 33a klar ablesbar. Die Takte 27 bis 32 entsprechen also einem in anderen Tonarten stehenden Mittelteil in der tonalen Musik.

„[…] jeder Ton [erscheint] immer in der Nachbarschaft zweier anderer Töne in unveränderlicher Kombination, die ein enges Verhältnis schafft, welches dem Verhältnis einer Terz und einer Quint zum Grundton äußerst ähnlich ist. Es ist natürlich bloß ein Verhältnis, aber sein wiederholtes Vorkommen kann psychologische Effekte hervorrufen, die jenen näheren Beziehungen [innerhalb eines Dreiklangs] sehr ähnlich sind.“

### Diskussion und Kritik
Theodor W. Adorno
Für die musikästhetische und geschichtsphilosophische Untermauerung der Zwölftontechnik ist der deutsche Philosoph Theodor W. Adorno (1903–1969) zu nennen, der die Zwölftontechnik als die progressive Antwort auf die in seinen Augen reaktionär gewordene Tonalität interpretierte und auch selbst Stücke mittels der Zwölftontechnik komponierte. Allerdings war sein Umgang mit den Zwölftonreihen nie so strikt wie etwa bei Schönberg, sondern er verteidigte, auch theoretisch, eine gewisse künstlerische Freiheit, die er durch einen allzu orthodoxen Umgang mit der Zwölftontechnik in Gefahr geraten sah. So erweiterte er z. B. für die Vertonung des Trakl-Gedichts Entlang (op. 5, Nr. 4) die Tonreihe auf 98 Töne. Im Übrigen beriet Adorno Thomas Mann für seinen Roman Doktor Faustus musikalisch, insbesondere hinsichtlich der musiktheoretischen Reflexionen über die Zwölftonmusik bzw. -technik.

## Spätere Entwicklungen

### Die regelhafte Zwölftontechnik
Eine regelhafte Kodifizierung der um 1920 entstandenen Zwölftontechnik ist nicht vor den vierziger Jahren fassbar. Von den „klassischen“ Komponisten der Zwölftontechnik (Schönberg, Berg, Webern) hat nur Schönberg einen theoretischen Beitrag zur Erklärung der Technik geliefert. Sein erstmals 1935 an der University of Southern California gehaltener Vortrag Composition With Twelve Tones wird von Vertretern der regelhaften Zwölftontechnik allerdings als „zumindest enttäuschend“ empfunden. Nach Schönbergs Emigration im Jahr 1933 und dem Beginn seiner Lehrtätigkeit in den USA verbreitete sich die Zwölftontechnik an amerikanischen Hochschulen, wo sie sehr bald zu einer in hohem Maß verschulten Satztechnik geworden zu sein scheint. Darüber hinaus beriet Schönberg in seinen letzten beiden Lebensjahren Josef Rufer bei der Abfassung von dessen 1952, ein Jahr nach Schönbergs Tod, erschienenem Buch Die Komposition mit zwölf Tönen – in einem allerdings nicht mit letzter Genauigkeit bestimmbaren Umfang; Schönberg war nach dem Krieg nicht nach Europa zurückgekehrt, Rufer andererseits nie emigriert. Neben Rufers Buch waren es die Schriften von René Leibowitz (Schönberg et son école 1946, Introduction à la musique de douze sons 1949), in zweiter Linie auch die Lehrbücher von Herbert Eimert und Hanns Jelinek, die das bis heute in Allgemeinen Musiklehren und Nachschlagewerken verbreitete Bild von der Zwölftontechnik als einer in erster Linie regelhaften Anordnungsanweisung für Noten prägten.
Die Regelsysteme zum Ausgangspunkt einer akademischen Kompositionsweise geworden, die, abgesehen von unzähligen Nachfolgern in Europa nach 1945, vor allem um die Mitte des 20. Jahrhunderts an den Hochschulen Nordamerikas verbreitet war. Glenn Gould hat in einem 1974 geschriebenen Aufsatz diese Atmosphäre der Zwölfton-Orthodoxie charakterisiert. 1953 war der in die USA emigrierte Ernst Krenek – als Österreicher und als bekannter Komponist eine Kapazität auf dem Gebiet der Zwölftonkomposition –, zur Abhaltung einer Meisterklasse an das Konservatorium Toronto gekommen, an dem Gould studierte.

„Ich erinnere mich, daß ich ihm einmal die Partitur von Schönbergs Klavierkonzert vorlegte, für das ich eine Fehlerliste vorbereitet hatte – eine Zusammenstellung von Abweichungen von der jeweils angewendeten Reihenform. ‚Könnte irgendetwas davon mehr sein als ein Flüchtigkeitsfehler?‘ fragte ich. ‚Ich meine, könnte irgendetwas davon möglicherweise (erröt . . . stotter . . . also, das war 1953, und die meisten von uns waren verbockte Konstruktivisten) das Ergebnis von (schluck) Inspiration sein?‘

‚Ich weiß auch nicht, was in Schönbergs Kopf vorgegangen ist,‘ antwortete Krenek, ‚aber sehe nicht ein, warum es keine Inspiration gewesen sein sollte.‘“

Gould lässt keinen Zweifel daran, dass schon geringfügige Abweichungen von der Norm an einer nordamerikanischen Musikhochschule der fünfziger Jahre für Aufsehen sorgten.

#### Mathematische Ansätze

##### Analyse
1966 erschien der Aufsatz Zur Theorie einiger Reihen-Kombinationen von Eberhardt Klemm. Klemm ersetzt in der Grundreihe aus Schönbergs Violinkonzert op. 36 die Töne durch Zahlen: den Anfangston a durch die 0, die weiteren Töne durch die Zahl der Halbtöne, die sie über dem Anfangston stehen (das folgende b also durch eine 1, den dritten Ton es durch eine 6 usw.).

„Diese Zahlenreihe ist eine andere Anordnung, algebraisch ausgedrückt eine Permutation der Zahlen 0, 1, ..., 11, welche als die ‚reduzierten Repräsentanten nach dem Modul 12‘ anzusehen sind.“

Es folgt eine Reihe algebraischer Transformationen. Klemm bezieht sie nur sporadisch auf real komponierte Strukturen, und der Bezug zu vom Komponisten möglicherweise intendierten künstlerischen Aussagen bleibt locker. »In der vorliegenden Studie geht es weniger um die Beschreibung kompositorischer Sachverhalte als um theoretische Einsichten in die Struktur der Zwölftonreihen.«
Klemms Ansatz steht im Zusammenhang mit einem starken Interesse an mathematischen Analysemethoden, das durch die zweite Hälfte des 20. Jahrhunderts anhielt und sich mit dem gesamten verfügbaren Musikrepertoire nicht nur der westlichen Welt befasste. Durchgesetzt hat sich aber die Mitte der sechziger Jahre von Allen Forte begründete Theorie der pitch class sets, die mehrfach auf Werke der Wiener Schule angewendet wurde.

##### Komposition
Durch ihre Affinität zur Algebra ist die regelhafte Zwölftontechnik das früheste Beispiel für moderne Kompositionsmethoden, in der kompositorische Entscheidungen nicht durch das Gehör, sondern mithilfe mathematischer Verfahren gefällt werden. Inwieweit einzelne Komponisten, die zur Definition von Tonhöhenfolgen mehr oder weniger komplizierte mathematische, aber deshalb nicht unbedingt serielle Verfahren verwendeten – vor allem Iannis Xenakis, aber (teilweise) auch György Ligeti –, einer Anregung durch die Zwölftontechnik folgten oder doch eher einem durch den Aufstieg naturwissenschaftlichen Denkens geprägten Zeitgeist, wird sich schon deshalb oft nicht entscheiden lassen, weil keiner dieser Komponisten auf eine Auseinandersetzung sowohl mit der modernen Naturwissenschaft als auch mit der Zwölftontechnik verzichten konnte. Die bekannteste direkte Nachfolge der regelhaften Zwölftontechnik ist die Serielle Musik im Europa der fünfziger Jahre. Ihre Vertreter (Pierre Boulez, Karlheinz Stockhausen, Henri Pousseur und viele weitere) beriefen sich auf Anton Webern, nicht auf Schönberg. Ihre Webern-Analysen sind allerdings seit den siebziger Jahren von verschiedenen Seiten scharf kritisiert worden. In der Seriellen Musik unterliegen nicht nur die Tonhöhen, sondern auch alle anderen Parameter des musikalischen Satzes, wie Tondauer, Lautstärkeangaben, Artikulation usw. der Organisation in voneinander unabhängigen Reihen. Die Zahl Zwölf spielt nur für die Ordnung der chromatischen Töne noch eine Rolle. Vor allem die rhythmischen Verhältnisse geraten dabei aufgrund intrikater Zahlenverhältnisse oft in die Gefahr sowohl der vollständigen Unausführbarkeit als auch der Unüberprüfbarkeit durch den Komponisten.
Für die Vereinigten Staaten ist Milton Babbitt Pionier der seriellen Musik. Babbitt beschrieb erstmals systematisch das auch für die Reihe von op. 33a gültige Phänomen der Hexachordkomplementarität, welches er unter dem Begriff Combinatoriality als konstruktives Prinzip eines seriellen Tonsatzes etablierte.